# Hanns Jelinek
Hanns Jelinek (Vienna, 5 dicembre 1901 – Vienna, 27 gennaio 1969) è stato un compositore austriaco.
Allievo di Arnold Schönberg, Alban Berg e Franz Schmidt, emerse nel 1947 con l'operetta Bubi Caligula.